# 다카노스촌 (도야마현)
다카노스촌(鷹栖村)은 도야마현 히가시토나미군에 있던 촌이다. 

## 역사
- 1889년 4월 1일 - 정촌제 시행에 의해 도나미군 다카노스촌이 성립하였다.
- 1896년 4월 1일 - 군 개편에 의해 도나미군에서 분립해 니시토나미군이 성립하여, 니시시토나미군에 소속되었다.
- 1948년 4월 1일 - 히가시토나미군으로 이관되었다.
- 1955년 1월 10일 - 도나미시에 편입되었다.

## 참고문헌
- 『市町村名変遷辞典』東京堂出版、1990年。